# Manuela Machado
Maria Manuela Castro (Manuela) Machado (Viana do Castelo, 9 augustus 1963) is een voormalige Portugese marathonloopster, die in de jaren negentig van de 20e eeuw tot de wereldtop op de marathon behoorde. Ze werd in 1995 wereldkampioene in Göteborg met een tijd van 2:25.39.

## Loopbaan
Machado's marathonprestaties tijdens WK-toernooien vertonen een merkwaardige symmetrie. In 1991 werd zij tijdens de wereldkampioenschappen in Tokio zevende. Twee jaar later veroverde zij een zilveren plak tijdens de WK in Stuttgart, gevolgd door die eerder gememoreerde wereldtitel in Göteborg. Op de WK van 1997 in Athene werd het opnieuw zilver, waarna zij de WK van 1999 in Sevilla weer afsloot met een zevende plaats.
Op de Europese kampioenschappen in 1994 in Helsinki en in 1998 in Boedapest werd Maria Machado op de marathon echter tot tweemaal toe Europees kampioene.
Minder succesvol was ze bij Olympische Spelen. In 1992 in Barcelona en in 1996 in Atlanta werd Maria Machado tweemaal zevende. Op de Olympische Spelen van Sydney in 2000 ten slotte finishte zij als 21e.
Het persoonlijke record van Maria Machado van 2:25.09 stamt uit 1999. Zij realiseerde deze tijd dat jaar tijdens de marathon van Londen.
In haar actieve tijd was Machado aangesloten bij Sporting de Braga in Braga en Sporting in Lissabon.

## Titels
- Wereldkampioene marathon - 1995
- Europees kampioene marathon - 1994, 1998
- Portugees kampioene 15 km - 1997
- Portugees kampioene marathon - 1993

## Persoonlijke records
Baan
| Onderdeel    | Prestatie | Datum         | Plaats                |
| ------------ | --------- | ------------- | --------------------- |
| 1500 m       | 4.24,0    | 1991          |                       |
| 3000 m       | 9.07,42   | 1996          |                       |
| 5000 m       | 15.55,09  | 1995          | Viseu                 |
| 10.000 m     | 32.09,1   | 20 juli 1994  | Maia                  |
| 100 m horden | 13,67     | 16 maart 2002 | São José do Rio Preto |

Weg
| Onderdeel      | Prestatie | Datum           | Plaats |
| -------------- | --------- | --------------- | ------ |
| 15 km          | 49.35     | 7 mei 2000      | Moskou |
| halve marathon | 1:10.18   | 25 januari 1998 | Tokio  |
| marathon       | 2:25.09   | 18 april 1999   | Londen |

## Palmares

### 3000 m
- 1991:  Meeting Internacional Maia in Porto - 9.11,30
- 1997:  Sporting Lisboa vs Larios Madrid in Lissabon - 9.16,74

### 10.000 m
- 1987:  Vigo - 32.24,9
- 1988:  Spaanse kamp. in Vigo - 32.10,55
- 1991: 4e Reims Meeting - 33.35,47
- 1991:  Maia - 32.27,07
- 1992:  Portugese kamp. in Maia - 32.36,81
- 1993:  Braga - 32.25,6
- 1994:  Maia - 32.09,1
- 1998:  Ibero-Amerikaanse kamp. in Lissabon - 33.14,60

### 5 km
- 1995:  Euro Parque Road Race in Oporto - 15.52
- 1998:  Gran Premio dei Re in Faro - 16.54

### 10 km
- 1994:  Soultz Road Race - 33.11
- 2002:  Vila do Louro in Porriño - 1:17.51

### 15 km
- 1986: 53e WK in Lissabon - 53.51
- 1991:  15 km van Parijs - 50.22
- 1992:  La Courneuve - 50.40
- 1999:  Portugese kamp. in Benavente - 50.37
- 2001: 8e Portugese kamp. in Barcelos - 52.43

### 10 Eng. mijl
- 1997:  Guadiana - 53.56

### 20 km
- 1992: 4e 20 km van Parijs - 1:10.35
- 1994:  Big Boy Classic in Wheeling - 1:10.54
- 1996:  Big Boy Classic in Wheeling - 1:10.32
- 1996: 5e 20 km van Parijs - 1:09.20

### halve marathon
- 1994:  Great North Run - 1:11.48
- 1995:  Great North Run - 1:13.22
- 1996:  halve marathon van Málaga - 1:14.33
- 1997:  halve marathon van Sexial - 1:17.07
- 1997:  halve marathon van Kyoto - 1:10.44
- 1998:  halve marathon van Tokio - 1:10.18
- 1998:  halve marathon van Pombal - 1:13.51
- 1998:  Great North Run - 1:12.55
- 1999:  halve marathon van Pombal - 1:11.05
- 2000:  halve marathon van Viana de Castelo - 1:12.32
- 2000: 4e Great Scottish Run - 1:12.29
- 2001:  halve marathon van Baiona - 1:20.51
- 2001:  halve marathon van Maia - 1:14.53
- 2002:  halve marathon van Vigo - 1:15.23

### marathon
- 1988: 5e marathon van Parijs - 2:45.37
- 1989: 15e marathon van Tokio - 2:48.33
- 1990: 5e marathon van Pittsburgh - 2:33.46
- 1990: 10e marathon van Split - 2:39.49
- 1990: 7e marathon van Tokio - 2:37.21
- 1991: 10e Boston Marathon - 2:33.08
- 1991: 7e WK - 2:32.33
- 1992: 4e Boston Marathon - 2:27.42
- 1992: 7e OS - 2:38.22
- 1993:  WK - 2:30.54
- 1993:  marathon van Lissabon - 2:31.31
- 1993: 4e Boston Marathon - 2:32.20
- 1994:  EK - 2:29.54
- 1994: 7e marathon van Nagoya - 2:35.30
- 1994:  marathon van Helsinki - 2:29.54
- 1995:  Londen Marathon - 2:27.53
- 1995:  New York City Marathon - 2:30.37
- 1995:  WK - 2:25.39
- 1996:  marathon van Tokio - 2:29.32
- 1996: 7e OS - 2:31.11
- 1997: 6e Londen Marathon - 2:28.12
- 1997:  WK in Athene - 2:31.12
- 1998: 4e Boston Marathon - 2:29.13
- 1998:  EK - 2:27.10
- 1999:  Londen Marathon - 2:25.09
- 1999: 7e WK - 2:29.11
- 2000: 9e Londen Marathon - 2:26.41
- 2000: 21e OS - 2:32.29
- 2000:  marathon van Lissabon - 2:34.57

### veldlopen
- 1992: 58e WK (lange afstand) - 22.36
- 1993: 40e WK lange afstand - 21.02

1983 Grete Waitz ·
1987 Rosa Mota ·
1991 Wanda Panfil ·
1993 Junko Asari ·
1995 Manuela Machado ·
1997 Hiromi Suzuki ·
1999 Jong Song-ok ·
2001 Lidia Şimon ·
2003 Catherine Ndereba ·
2005 Paula Radcliffe ·
2007 Catherine Ndereba ·
2009 Bai Xue ·
2011 Edna Kiplagat ·
2013 Edna Kiplagat ·
2015 Mare Dibaba ·
2017 Rose Chelimo ·
2019 Ruth Chepngetich ·
2022 Gotytom Gebreslase ·
2023 Amane Beriso Shankule